# Luka Perić
Luka Perić (Zagabria, 14 dicembre 1987) è un calciatore croato, centrocampista del Zagorec.

## Carriera
In carriera ha giocato 9 partite di qualificazione per l'Europa League.